# Hide (artist)
Hideto Matsumoto (松本秀人 Matsumoto Hideto på japanska), född 13 december 1964 i Kanagawa i Yokosuka, död 2 maj 1998 i Tokyo, mer känd under artistnamnet hide, var en japansk gitarrist, sångare och låtskrivare. I en intervju sa han att han inte är värd att stavas Hide, fansen brukar därför skriva hide.
Hans sista sång var "Pink Spider" (ピンク スパイダー Pinku Supaidaa). De andra i X-Japan kallade honom Pink Spider eftersom han var känd för sitt rosa hår.

## Tidiga år
Hideto Matsumoto föddes på St Joseph's Hospital, Midorigaoka i Yokosuka, den 13 december 1964. 
I april 1983, började han på Cosmetology & Fashion school på Hollywood beauty Salon, där han tog examen 1984.
Hans dåvarande band Saver Tiger bytte namn till Yokosuka Saver Tiger för att inte bli förväxlade med ett band ifrån Sapporo. De fortsatte med att spela på klubbar, som till exempel Meguro Rokumeikan, Omiya Freaks och Meguro Live Station.

## X Japan (1987-1997)
Hide gick med i bandet, som då hette X, 1987. Han blev bandets sologitarrist och en av låtskrivarna, han skrev bland annat "Celebration", "Joker" and "Scars" för X.
Kort efter utgivningen av albumet Art of Life tog medlemmarna en paus, för att starta solokarriärer.
Det var i samband med detta som bandet delvis tappade sin Visual kei-anda, med undantag för hide, som fortfarande uppträdde i vilda, färgglada kläder och med sitt karaktäristiska rosa hår.

## Solokarriär (1993-1998)
Tidigt 1993, medverkade hide i en konstfilm kallad Seth et Holth, med Tusk från bandet Zi:Kill.
Hide släppte sitt första album, Hide your Face, 1994. Albumets musikstil skilde sig från X's speed metal och powerballader. Musikstilen på albumet var mer åt genren alternativ rock.
Hide hade sen sin "Hide our Psychommunity Tour", där bandet som då var tillfälligt senare blev en del av hans projekt "Hide with Spread beaver".
Ett andra album, Psyence, släpptes 1996. Därefter följde en turné kallad "Psyence a Go Go".
Efter att X hade splittrats, skapade hide ett andra band, kallat Zilch.
Bandet bestod av honom själv, I.N.A från Spread Beaver samt amerikanska och brittiska artister som Joey Castillo (nuvarande i Danzig) och Paul Raven från Killing Joke. Båda banden arbetade på album som aldrig hann bli avslutade, på grund av hides död.

## Hides död
Matsumoto dog den 2 maj 1998. Efter en natts hårt festande, hittades han hängande från ett dörrhantag med en handduk i sin lägenhet i Tokyo. Hans död var mycket upprörande. Några fans försökte även de begå självmord, två lyckades. Av de 60 000 människor som var på hans begravning så togs 60 stycken till sjukhus, och 200 behövde medicinsk vård. 
Senare samma månad släpptes singeln "Pink spider", och den hamnade högst upp på Oricon-listan. Den vann också i kategorin "Japan Viewers Choice" på MTV Video Music Award . Det släpptes också två andra singlar, "Ever free" och "Rocket dive". Även de sålde väldigt bra.
Amerikanska journalisten Neil Strauss kommenterade detta som, "In just a few weeks, pop culture in Japan had gone from mourning hide's death to consuming it."
Eftersom det inte fanns något självmordsbrev så tror många att det var en olyckshändelse.
Hide kan också ha gjort övningar för att lindra rygg och nack-besvär som många gitarrister lider av. 
Zilchs basist, Paul Raven, berättade att hide var mycket stressad under tiden då de jobbade på albumet Ja Zoo. De hann endast spela in tre av låtarna.
Zilch fortsatte efter hides död att spela ett antal år, men de nådde aldrig lika långt. En av deras låtar är med på soundtracket till filmen Heavy Metal 2000.
Matsumoto spelade bredvid sin solokarriär även i följande band:
- Saber Tiger
- X (senare X Japan)
- hide with Spread Beaver
- Zilch

## Utrustning

### hide's Blue Blood rig[1]

#### Gitarr
- Fernandes Mockingbird, Pickuper:P.U., E.M.G.

#### Förstärkare
- PEAVY VT-M120
- Roland JC-120

#### Effekter
- Roland Dep 5
- Marshall "The Guv'nor"
- BOSS OD-1
- Hush IIBX
- ADA MP-1
- KORG Digital Tuner
- SP.PEAVEY

### hide's Jealousy rig[2]

#### Gitarr
- Fernandes Mockingbird, Pickuper:DiMaggio "Dual Sound", EMG81

#### Effekter
- Ex-Pro/WIRELESS SYSTEM
- ETA/POWER DISTRIBUTION
- Sliger/SIERRA
- t.c. electronic/TC 2290 DINAMIC DIGITAL DELAY + EFFECTS CONTROL PROCESSOR
- Roland/SDE-1000
- DAD/CGM-2 CHAMP
- YAMAHA/REV5 DIGITAL REVERBE RATOR
- KORG/DT-1 PRO DIGITAL TUNER
- ENGL/Tube Preamp
- BEHRING/ER
- BOSS OD-1
- Rocktron/PROGRAMMABLE PREAMP/HUSH
- HOOK UP/INTERNAL CIRCUIT foot pedal system
- Digi Tech wah-pedal
- Volum-pedal.

## Diskografi

### Solo

#### Studioalbum
- Hide Your Face (23 februari 1994)
- Psyence (2 september 1996)
- Ja, Zoo (21 november 1998)

#### Singlar
- "Eyes Love You" (5 augusti 1993)
- "50% & 50%" (5 augusti 1993)
- "Dice" (21 januari 1994)
- "Tell Me" (24 mars 1994)
- "Misery" (24 juni 1996)
- "Beauty & Stupid" (12 augusti 1996)
- "Hi-Ho"/"Good Bye" (18 december 1996)
- "Rocket Dive" (28 januari 1998)
- "Pink Spider" (13 maj 1998)
- "Ever Free" (27 maj 1998)
- "Hurry Go Round" (21 oktober 1998)
- "Tell Me" (19 januari 2000, nyinspelning)
- "In Motion" (10 juli 2002)
- "Co:GAL" (10 december 2014)

#### Livealbum
- Psyence a Go Go (19 mars 2008)
- Hide Our Psychommunity (23 april 2008)

#### Samlingsalbum
- Best ~Psychommunity~ (2 mars 2000)
- Singles ~ Junk Story (24 juli 2002)
- King of Psyborg Rock Star (28 april 2004)
- Perfect Single Box (21 september 2005, alla 13 singlar och en DVD)
- Singles + Psyborg Rock iTunes Special!! (6 februari 2008, digital download)
- We Love hide ~The Best in The World~ (29 april 2009)
- "Musical Number" -Rock Musical Pink Spider- (2 mars 2011)
- Spirit (18 juli 2012, alla 3 studioalbum)
- Co:GAL (10 december 2014)

#### Hedrings- och remix-album
- Tune Up (21 juni 1997)
- Tribute Spirits (1 maj 1999)
- Psy-Clone (22 maj 2002)
- Tribute II -Visual Spirits- (3 juli 2013)
- Tribute III -Visual Spirits- (3 juli 2013)
- Tribute IV -Classical Spirits- (28 augusti 2013)
- Tribute V -Psyborg Rock Spirits- ~Club Psyence Mix~ (28 augusti 2013)
- Tribute VI -Female Spirits- (18 december 2013)
- Tribute VII -Rock Spirits- (18 december 2013)

#### Videor
- Seth et Holth som Seth (29 september 1993)
- A Souvenir (VHS: 24 mars 1994, DVD: 4 april 2001 som A Souvenir + Tell Me)
- Film The Psychommunity Reel.1 (VHS: 21 oktober 1994, DVD: 4 april 2001)
- Film The Psychommunity Reel.2 (VHS: 23 november 1994, DVD: 4 april 2001)
- X'mas Present (24 december 1994)
- Lemoned Collected By hide (22 maj 1996, tillsammans med Zeppet Store, Vinyl och Trees of Life)
- Ugly Pink Machine File 1 Official Data File [Psyence A Go Go In Tokyo] (VHS: 26 februari 1997, DVD: 18 oktober 2000)
- Ugly Pink Machine File 1 Unofficial Data File [Psyence A Go Go 1996] (VHS: 26 mars 1997, DVD: 18 oktober 2000)
- Seven Clips (VHS: 21 juni 1997, DVD: 18 oktober 2000 as Seven Clips + Hurry Go Round)
- hide presents Mix Lemoned Jelly (VHS: 21 augusti 1997, DVD: 20 juli 2003 tillsammans med många andra artister)
- Top Secret X'mas Present '97 (24 december 1997)
- His Invincible Deluge Evidence (VHS: 17 juli 1998, DVD: 20 juli 2000)
- A Story 1998 hide Last Works (8 december 1999)
- Alivest Perfect Stage ＜1,000,000 Cuts hide!hide!hide!＞ (13 december 2000)
- Seventeen Clips ~Perfect Clips~ (3 maj 2001)
- hide with Spread Beaver Appear!! "1998 Tribal Ja,Zoo" (21 september 2005)
- Alive! (3 december 2008)
- We Love hide ~The Clips~ (2 december 2009)

### Medverkan i band

#### Zilch
- 3.2.1. (23 juli 1998)
- Bastard Eyes (7 juli 1999)

#### M*A*S*S
- Dance 2 Noise 004 (21 januari 1993, "Frozen Bug")

#### Saver Tiger
- Saber Tiger (juli 1985)
- Heavy Metal Force III (7 november 1985, "Vampire")
- Devil Must Be Driven out with Devil (1986, "Dead Angle" and "Emergency Express")
- Origin of hide Vol. 1 (21 februari 2001, samlingsalbum)
- Origin of hide Vol. 2 (21 februari 2001, samlingsalbum)
- Origin of hide Vol. 3 (21 februari 2001, VHS)

### Övrig medverkan
- Overdoing (Tokyo Yankees, 20 oktober 1992, körsång)
- Flowers (Issay, 1994, gitarr på "Itoshi no Max")
- 96/69 (Cornelius, 9 juni 1996, remixade "Heavy Metal Thunder")
- Ultra Mix (Shonen Knife, 22 oktober 1997, remixade "Tower of the Sun")
- Skyjin (Zilch, 27 september 2001, gitarr på "Hide and Seek")